# りゅう座イータ星
りゅう座η星（りゅうざイータせい、η Dra、η Draconis）は、りゅう座の恒星で3等星。

## 概要
G型スペクトルの巨星であるA星とK型主系列星のB星からなる連星系である。B星は、A星から少なくとも140auは離れた軌道を1万年以上掛けて回っている。

## 名称
りゅう座ζ星とともに、アラビア語で「2匹のハイエナ」を意味する Al dhi'bahまたは Al dhi'bānという言葉に由来するAl Dhibainという名で呼ばれることがあった。2017年9月5日、国際天文学連合の恒星の命名に関するワーキンググループ (Working Group on Star Names, WGSN) は、Athebyne をりゅう座η星Aの固有名として正式に定めた。